# 乌尔里希·贝希利
乌尔里希·贝希利（德語：Ulrich Bächli，1950年1月5日—），瑞士男子雪车运动员。他曾代表瑞士参加1976年和1980年冬季奥林匹克运动会雪车比赛，获得二枚银牌，均来自男子四人项目。